# Marco Campos (Rennfahrer)
Marco Campos (* 24. Februar 1976 in Curitiba; † 15. Oktober 1995 in Paris, Frankreich) war ein brasilianischer Automobilrennfahrer. Er gewann 1994 den Meistertitel der Formula Opel Euroseries. 1995 starb er an den Folgen eines Unfalls in der Formel 3000 auf dem Circuit de Nevers Magny-Cours.

## Karriere
Campos begann seine Motorsportkarriere 1988 im Kartsport, in dem er bis 1993 aktiv war. Er gewann die panamerikanische Meisterschaft in den Jahren 1992 und 1993 und wurde 1993 südamerikanischer Kartmeister. 1994 wechselte Campos nach Europa in den Formelsport. Für das Draco Junior Team startete er in der Formula Opel Euroseries. Mit fünf Siegen aus 15 Rennen sicherte er sich bereits in seiner ersten Saison im Formelsport einen Meistertitel. Dabei setzte er sich gegen Tom Coronel durch.
1995 stieg Campos zusammen mit Draco in die internationale Formel-3000-Meisterschaft auf. Der 19 Jahre alte Rennfahrer fuhr in seiner ersten Saison überwiegend im mittleren Teil des Feldes und konnte sich für jedes Rennen qualifizieren. In Enna verpasste er mit einem vierten Platz nur knapp das Podium. Es war die erste und einzige Punkteplatzierung des Brasilianers in der Formel 3000. Die Saison beendete er auf dem 13. Gesamtrang.
In der letzten Runde des letzten Rennens der Saison 1995 in Circuit de Nevers Magny-Cours hatte Campos einen Unfall mit tödlichen Folgen. Vor der Adelaide-Haarnadelkurve duellierte er sich mit Thomas Biagi, der in diesem Rennen sein Debüt gegeben hatte. Der Brasilianer wollte Biagi rechts überholen. Dabei berührte sein linkes Vorderrad das rechte Hinterrad des Gegners. Der Bolide von Campos wurde in die Luft geschleudert und überschlug sich. Dabei streifte sein Auto die Begrenzungsmauer und sein Helm prallte gegen die Betonwand. Campos zog sich so Verletzungen am Schädel sowie ein Gehirntrauma zu und fiel ins Koma. Campos wurde ins Pariser Lariboisière-Krankenhaus gebracht, wo er seinen schweren Verletzungen erlag. Er wurde nur 19 Jahre alt.
Campos war der einzige Rennfahrer, der in einem Rennen der Formel 3000 ums Leben kam.

## Persönliches
Sein jüngerer Bruder Júlio (* 15. Januar 1982) ist ebenfalls Rennfahrer. Er startet in brasilianischen Tourenwagen- und GT-Meisterschaften.

## Statistik

### Karrierestationen
- 1988–1993: Kartsport
- 1994: Formula Opel Euroseries (Meister)
- 1995: Internationale Formel-3000-Meisterschaft (Platz 13)